# Ювелірна справа

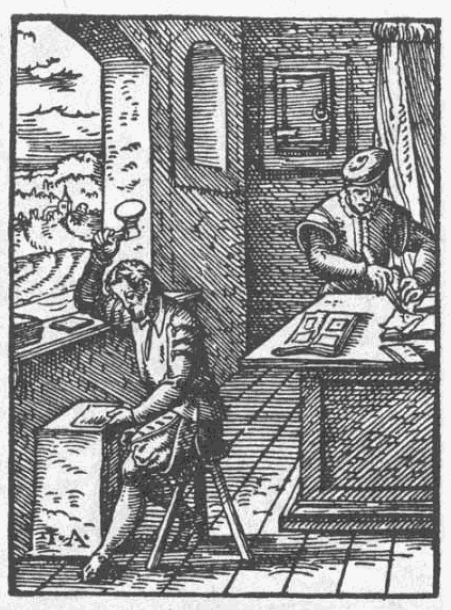
Ювелір у давні часи

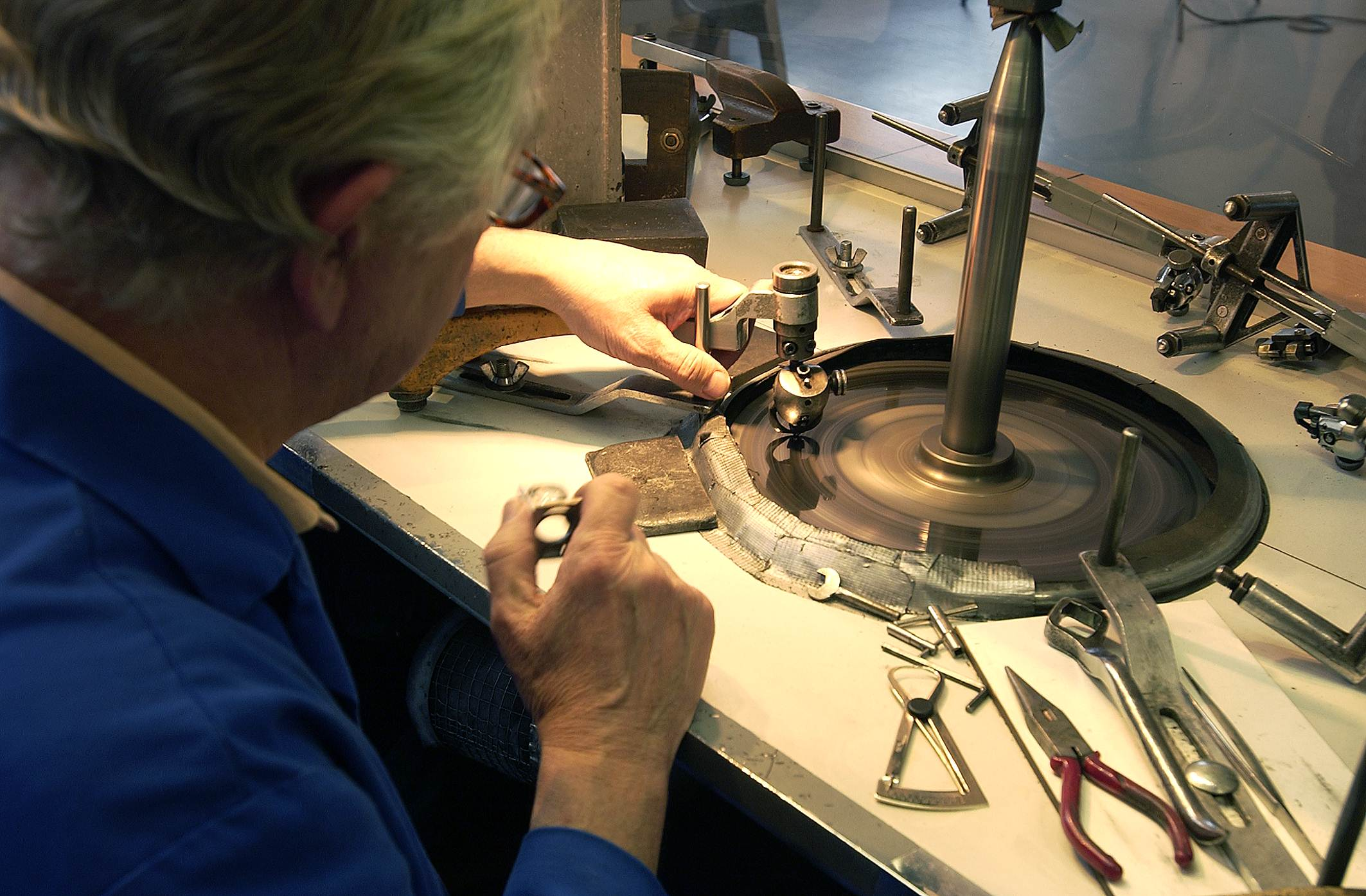
Сучасний огранювальний стіл та інструментарій

Ювелі́рна спра́ва, ювелірика, ювелірство, золотарство, ювелірне мистецтво — створення коштовних прикрас і водночас — назва галузі.
В Україні до середини 18 століття вживали слово золотарство, а ювелірних майстрів називали золотарями або злотниками і сріблярами.
Нині особа, що займається ювелірною справою, називається ювеліром або золотарем.
Золотарство в Україні — одне з найстаріших мистецьких ремесел. Згідно з археологічними даними, історія ювелірної справи в Україні сягає палеолітичних часів і простягається через еволюцію технологій та стилів до сьогодення.